# Network computer
Un network computer è un computer leggero sviluppato per essere utilizzato esclusivamente in congiunzione con una connessione a una rete telematica. Questo tipo di terminale non è dotato di unità di immagazzinamento come hard disk o altro dato che il caricamento del sistema operativo e delle applicazioni avviene esclusivamente tramite rete. Anche il caricamento e il salvataggio dei dati elaborati avviene tramite rete. Verso la fine degli anni novanta molti futurologi e alcuni industriali come Larry Ellison erano convinti che questi computer avrebbero rappresentato una valida alternativa ai normali computer. Le loro convinzioni partivano dal fatto che i network computer sarebbero costati di meno e che avendo immesso in rete tutte le informazioni l'utente potesse lavorare sui suoi progetti ovunque fosse senza dover portare in giro copie del suo lavoro e senza doversi preoccupare delle sicurezza dei suoi dati visto che i dati sarebbero stati salvati su dei server gestiti da compagnie che avrebbero provveduto a garantire la sicurezza e la disponibilità dei dati.
L'idea riprendeva i primi terminali a caratteri utilizzati negli anni ottanta, quando le interfacce grafiche non esistevano oppure erano riservate solo a macchine molto costose e veloci. Nei Network computer si doveva trovare solamente una ROM che provvedesse a effettuare il caricamento del sistema operativo da rete. Molti sistemi operativi moderni consentono questa possibilità anche se, non essendo sviluppati per lavorare esclusivamente in rete, possono risultare lenti se la rete che collega il computer al server non è moderna oppure è congestionata. Le interfacce grafiche basate su X11 prevedono nativamente la possibilità di lavorare in rete. Infatti, mentre il programma è in esecuzione su una macchina, l'interfaccia grafica può essere reindirizzata sullo schermo di un'altra macchina.  
Dopo un iniziale interesse del mercato i progetti di network computer naufragarono, il crollo del costo dei computer e le reti telematiche troppo lente per fornire delle buone prestazioni fecero fallire i progetti di network computer. Negli anni duemila i progetti di network computer si sono ripresentati evoluti nelle architetture cloud computing.